# Drawing Center
Le Drawing Center est un musée de New York situé dans le quartier de SoHo. Fondé en 1977, il est la seule galerie à but non lucratif des États-Unis dédiée seulement aux dessins historiques et contemporains. Il présente chaque année des expositions consacrées au travail d'artistes émergents, ainsi que des expositions historiques mettant en avant le travail de maîtres reconnus et d'artistes moins renommés qui gagneraient à être connus.
Il occupe son emplacement actuel (35 Wooster Street) depuis la fin des années 1980 et a été rénové en 2012.
En 2011, il a accueilli 35 000 visiteurs.